# Морланд (Ајдахо)
Морланд (енгл. Moreland) насељено је место без административног статуса у америчкој савезној држави Ајдахо.

## Демографија
По попису из 2010. године број становника је 1.278.
| Група             | 2000.    | 2010.       |
| Белци             | 0 (0,0%) | 901 (70,5%) |
| Афроамериканци    | 0 (0,0%) | 3 (0,2%)    |
| Азијати           | 0 (0,0%) | 4 (0,3%)    |
| Хиспаноамериканци | 0 (0,0%) | 340 (26,6%) |
| Укупно            | 0        | 1.278       |